# Péninsule de Magellan
La péninsule de Magellan (en espagnol : península de Magallanes ou península Magallanes) est une péninsule d'une superficie de 38 900 ha située dans le département de Lago Argentino, au sud-ouest de la province de Santa Cruz, en Patagonie argentine. Elle est délimitée au nord, à l'ouest et au sud par le lac Argentino, appartenant au bassin du río Santa Cruz, de versant atlantique. La quasi-totalité de la péninsule est subdivisée en parcelles privées. Son centre a pour coordonnées 50° 23′ 58,49″ S, 72° 53′ 21,44″ O.

## Géographie

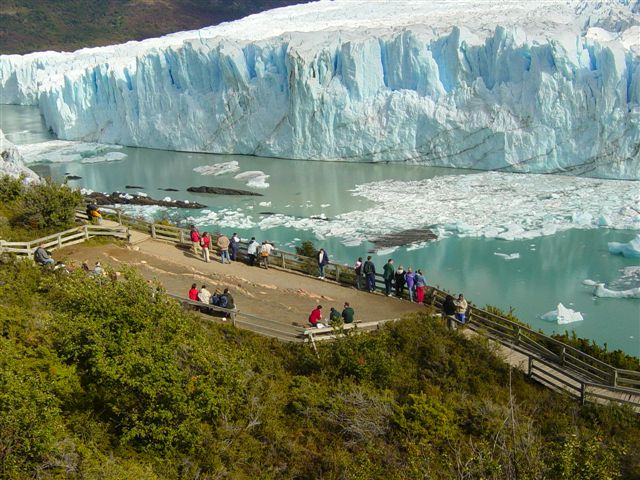
Secteur de la péninsule de Magellan face au glacier Perito Moreno.

La péninsule a une superficie de 38 900 hectares. De forme ronde, elle est longue de 23 km et une largeur de 19 km.
Au nord et à l'ouest, elle est délimitée par le canal de los Témpanos, alors qu'au sud elle est entourée par le brazo Rico, toutes deux situées dans la partie australe du lac Argentino, à une altitude de 185 mètres.
Elle dispose de trois chaînons montagneux, détachés de la cordillère des Andes ; tous sont couverts de neige pendant plusieurs mois de l'année. Au nord de la péninsule se trouve la sierra Cattle, orientée ouest-est ; la sierra Buenos Aires située au sud de la péninsule est orientée dans le même sens, son point culminant le cerro Mitre, a une altitude de 1 565 mètres. Enfin bordant le lac à l'ouest — et orientée nord-sud — le chaînon Occidental, auquel appartient le point culminant de la péninsule : le cerro Buenos Aires, dont l'altitude est de 1 602 m.

## Démographie
La péninsule ne compte aucun centre de peuplement permanent. Les seuls lieux notablement habités, et de manière saisonnière, sont Puerto Bahía Tranquila et Punta Bandera, à l'extrémité nord-est de la péninsule, et la zone située à proximité du glacier Perito Moreno, au sud-ouest, qui comporte des installations touristiques et un hôtel.
On y trouve aussi quelques estancias, grands établissements ruraux, spécialisés dans l’élevage extensif de bovins et d'ovins au pâturage et en plein air toute l’année. Mais toutes ne sont pas affectées à des activités économiques productives.

## Histoire
Étymologiquement, ce nom a été attribué au lieu le 5 février 1879 par le lieutenant Juan Tomás Rogers, mandaté par l'Etat chilien afin d’explorer les secteurs les plus prometteurs du bassin supérieur de la rivière Santa Cruz et d'y implanter une population humaine, dans le but de fonder dans cette région, au cours des années suivantes, une colonie agricole et pastorale sous le drapeau chilien. Le projet a été contrecarré par le traité de 1881 conclu entre l’Argentine et le Chili, ce qui contribue avec le climat et l'enclavement à expliquer le faible effectif de population permanente.
En baptisant la péninsule du nom de Magallanes (que nous connaissons francisé en "Magellan"), il a honoré la corvette à laquelle il appartenait, la canonnière Magallanes, construite en vue de desservir le détroit de Magellan, dont l'éponyme est le découvreur en mars 1520 du détroit, le marin et militaire Fernando de Magallanes (Fernand de Magellan).